# Матрона Константинопольская

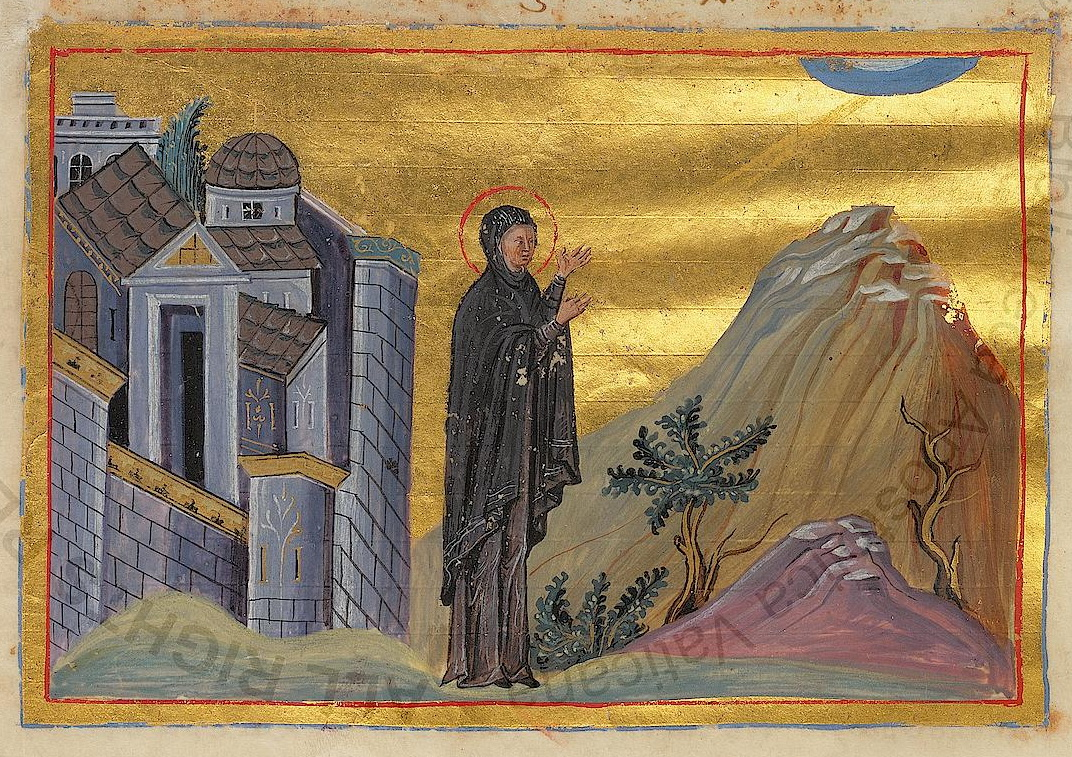

Матро́на Константино́польская (Царьградская, или Иерусалимская; родилась около 392 года, Перга, Памфилия, Восточная Римская империя — умерла около 492 года, Константинополь, Восточная Римская империя) — христианская подвижница, почитается в лике преподобных. Память 22 ноября.

## Житие
Матрона родилась в городе Пергии Памфилийской (Малая Азия). Была замужем за состоятельным человеком — Дометианом. После рождения дочери, Феодотии, переселилась в Константинополь.
Матрона отличалась набожностью, постоянно ходила в Храм и молилась там о грехах своих. Она познакомилась с подвижниками церкви и стала подражать им. Особенно Матрона старалась смирять свою плоть, но муж Матроны был против, это было ей препятствие к подвижнической жизни.
Матрона вскоре решила оставить семью и детей ради Господа. Сначала она оставила свою дочь на воспитание Сусанне — тоже подвижнице Христовой. После этого она помолилась Господу, чтобы узнать, угодно ли Ему её принятое решение. И в ответ ей был дан вещий сон — видение, как она убегает от мужа, прячась в толпе иноков, и муж не находит её. После этого видения Матрона решает идти в мужской монастырь, чтобы муж не догадался её там искать. Она остригает себе волосы, надевает мужское платье и идет в мужской монастырь, где выдает себя за евнуха Вавилу. Там она пребывает в почти постоянном молчании и трудах. Однажды её брат по служению увидел, что у неё проколы мочки ушей. «Меня так любил воспитатель в детстве, любил украшать меня и проколол мне уши» — соврала Матрона. В другой раз игумену монастыря, преподобному Вассиану был вещий сон, что евнух Вавила — женщина. Такой же сон был и настоятелю другого монастыря — блаженному Акакию. Таким образом она была разоблачена и призналась во всем. Её сразу простили, видя её благое намерение и отправили в женский монастырь.
Теперь Святая пребывала в городе Емес, в женском монастыре. Там она вскоре стала настоятельницей. Там она исцеляла многих своими молитвами; слава о ней и её подвиге распространялась по округе. Слух дошел и до её мужа, который незамедлительно прибыл туда. Тогда Матрона решила уйти в затворничество — через Иерусалим, гору Синай, Берит — и поселилась в заброшенном языческом храме. Там она многих язычников обращала в христианскую веру. Возле её жилища стали селиться женщины и вскоре была основана обитель. Но вскоре она основала и монастырь в Константинополе — он был известен строгостью устава, добродетельной жизнью сестер.
Матрона прожила сто лет. Перед смертью ей было видение, что она удостоилась места в раю за 75-летний иноческий подвиг.

## Чудеса
Помазала святым миром глаза слепому, и он прозрел. Славу тут приписывают не только целебному миру святого Иоанна (Иоанн Креститель, второе обретение), но и Матроне. Так как до этого ни чьи другие руки, мазавшие этим же миром, не давали ему прозрения.
Воевала с бесами в идольском капище, победив их.
«Нашла» источник воды для себя. Ходя кругом, не находя воды, она вырыла ямку и, отойдя, стала молиться. И там чудным образом появился источник воды, и кругом выросли вкусные злаки.
Искушалась бесом в виде красивой женщины, которая предлагала ей оставить подвиг. Но не поддалась, а женщину превратила в старуху, из очей которой исходил огонь и после та исчезла совсем.
У неё был дар Учительства.
Дар исцеления от прикосновения (исцеляла многих, например, знатная Евфимия получила исцеление от тяжкого недуга одним прикосновением руки).